# Rumunia na Mistrzostwach Świata w Lekkoatletyce 2022
Rumunia na Mistrzostwach Świata w Lekkoatletyce 2022 – reprezentacja Rumunii podczas mistrzostw świata w Eugene liczyła 8 zawodników występujących w 7 konkurencjach.

## Skład reprezentacji

### Kobiety
| Zawodniczka         | Konkurencja   | Finał   | Finał   | Źródło |
| Zawodniczka         | Konkurencja   | Wynik   | Pozycja | Źródło |
| ------------------- | ------------- | ------- | ------- | ------ |
| Mihaela Acatrinei   | chód na 35 km | DNF     | DNF     | [ 1 ]  |
| Ana Veronica Rodean | chód na 35 km | 3:01:29 | 26.     | [ 1 ]  |

| Zawodniczka     | Konkurencja | Kwalifikacje | Kwalifikacje | Finał | Finał   | Źródło      |
| Zawodniczka     | Konkurencja | Wynik        | Pozycja      | Wynik | Pozycja | Źródło      |
| --------------- | ----------- | ------------ | ------------ | ----- | ------- | ----------- |
| Daniela Stanciu | skok wzwyż  | 1,93         | 6. q         | 1,93  | 10.     | [ 2 ] [ 3 ] |
| Bianca Ghelber  | rzut młotem | 72,00        | 8. q         | 72,26 | 6.      | [ 4 ] [ 5 ] |

### Mężczyźni
| Zawodnik               | Konkurencja   | Finał   | Finał   | Źródło |
| Zawodnik               | Konkurencja   | Wynik   | Pozycja | Źródło |
| ---------------------- | ------------- | ------- | ------- | ------ |
| Marius Iulian Cocioran | chód na 35 km | 2:43:27 | 38.     | [ 6 ]  |

| Zawodnik                 | Konkurencja    | Kwalifikacje | Kwalifikacje | Finał | Finał   | Źródło      |
| Zawodnik                 | Konkurencja    | Wynik        | Pozycja      | Wynik | Pozycja | Źródło      |
| ------------------------ | -------------- | ------------ | ------------ | ----- | ------- | ----------- |
| Andrei Toader            | pchnięcie kulą | 19,83        | 18.          | NQ    | NQ      | [ 7 ]       |
| Alin Alexandru Firfirică | rzut dyskiem   | 65,54        | 9. q         | 65,57 | 7.      | [ 8 ] [ 9 ] |
| Alexandru Novac          | rzut oszczepem | 75,20        | 25.          | NQ    | NQ      | [ 10 ]      |